# Léna Bühler
Léna Bühler (Valeyres-sous-Montagny, 9 juli 1997) is een Zwitsers autocoureur. Vanaf 2023 maakt zij deel uit van de Sauber Academy, het opleidingsprogramma van het Formule 1-team van Sauber.

## Carrière

### Karting
In haar jeugd nam Bühler deel aan BMX-wedstrijden. Op zeventienjarige leeftijd maakte zij de overstap naar het karting. In 2017 debuteerde zij in het Zwitsers kartkampioenschap, waarin zij veertiende werd. In de daaropvolgende twee jaren werd zij respectievelijk vierde en derde in het nationaal kampioenschap.

### Formule 4
In 2020 stapte Bühler over naar het formuleracing en debuteerde zij in het Spaans Formule 4-kampioenschap bij het team Drivex School. Zij was vooral goed in de kwalificatie en startte op het Circuito Permanente del Jarama vanaf de eerste rij, maar in de races kwam zij nooit verder dan twee vijfde plaatsen op het Motorland Aragón en het Circuit de Barcelona-Catalunya. Met 23 punten werd zij vijftiende in het klassement.
In 2023 keerde Bühler terug in de Formule 4 en kwam zij uit in het Formule 4-kampioenschap van de Verenigde Arabische Emiraten bij het team R2Race.

### Formula Regional
In 2021 maakte Bühler de overstap naar het Formula Regional European Championship, waarin zij de eerste vrouwelijke coureur werd, en kwam zij uit voor het team R-ace GP. Zij raakte echter geblesseerd aan haar hand bij een ongeluk in de tests voorafgaand aan het seizoen en moest hierdoor het eerste raceweekend op het Autodromo Internazionale Enzo e Dino Ferrari missen. Toen zij terugkeerde, bleefde zij een zwaar seizoen, waarin een twintigste plaats op het Circuit de Monaco haar beste resultaat was. Zij eindigde puntloos op plaats 38 in het kampioenschap als de laatste coureur met een fulltime contract. In een interview stelde zij dat zij gedurende het seizoen veel fysieke problemen ondervond als gevolg van haar handblessure.
In 2022 begon Bühler het seizoen in het Formula Regional Asian Championship, waarin zij in de laatste twee weekenden voor het team 3Y Technology by R-ace GP reed. Een twaalfde plaats op het Yas Marina Circuit was haar beste resultaat. Vervolgens keerde zij terug naar het Europees kampioenschap. Na drie raceweekenden, waarin zij slechts eenmaal aan de finish kwam, moest zij vanwege geldproblemen de klasse verlaten.

### F1 Academy
In 2023 stapt Bühler over naar de F1 Academy, een nieuwe klasse voor vrouwen die door de Formule 1 wordt georganiseerd, waarin zij voor ART Grand Prix rijdt. Ook werd zij toegelaten tot de Sauber Academy, het opleidingsprogramma van het Formule 1-team van Sauber, dat op dat moment bekend stond onder de naam Alfa Romeo.